# Juan de Alonso
Juan de Alonso (Badajoz, 1491-¿?) fue un navegante español.

## Biografía
Nació en Badajoz. Partió con Vasco Núñez de Balboa hacia las Indias. Fue uno de los sesenta expedicionarios que desembarcaron más allá del golfo de Darien la mañana del 26 de septiembre de 1513. Acompañando a toda aquella tripulación, estuvo presente en el descubrimiento de Isla Rica y del archipiélago de las Perlas, entre otras tierras del Pacífico.